# .ci
.ci este un domeniu de internet de nivel superior, pentru Côte d'Ivoire (ccTLD).